# فيتش
«فيتش» (بالإنجليزية: "Fetish") هي أغنية للمغنية الأمريكية سيلينا غوميز ومغني الراب الأمريكي غوتشي ماني. تمت كتابة الأغنية بواسطة غوميز، غوتشي ماني، كلوي أنجليديس، بريت ماكلولين، جينو بارليتا، جوناس جيبرغ، جو خاجادوريان وأليكس شوارتز.

## الفيديو الموسيقى
تم إخراج الفيديو الموسيقي للأغنية مِن قِبل بيترا كولينز وتم إصداره في 26 يوليو 2017.

## الإستقبال النقدي
تلقت الأغنية استحسانًا واسعًا من نقاد الموسيقى، الذين أثنوا على طبيعة الأغنية التجريبية بالإضافة إلى غناء غوميز ونموها كفنانة.

## الاداء التجاري
وصلت الأغنية إلى المراكز العشرة الأولى في كندا وجمهورية التشيك وفنلندا والمجر وليتوانيا وماليزيا وسلوفاكيا؛ المراكز العشرين الأولى في لبنان ونيوزيلندا والفلبين والبرتغال وإسبانيا؛ بالإضافة إلى المراكز الأربعين الأولى في أستراليا والنمسا والدنمارك وفرنسا وألمانيا وأيرلندا ولاتفيا والنرويج والسويد وسويسرا والمملكة المتحدة والولايات المتحدة. حصلت على شهادة البلاتين مِن قِبل رابطة صناعة التسجيلات الأمريكية لبيعها مليون وحدة في الولايات المتحدة.

## قائمة الأغاني
- تحميل [3]

1. «فيتش» (بالتعاون مع غوتشي ماني) – 3:06

- ريمكس غالانتيز [4]

1. «فيتش» (بالتعاون مع غوتشي ماني) [ريمكس غالانتيز] – 3:27

## روابط خارجية
- كلمات الأغنية الكاملة على مترولايركس
- "فيتش" (نسخة الصوت) على يوتيوب